# Artabotrys insignis
Espèce
Synonymes
- Artabotrys insignis var. batesii Le Thomas[1]
- Artabotrys lucidus A.Chev.[1]
- Artabotrys malchairii De Wild.[1]

Artabotrys insignis Engl. & Diels est une espèce de plantes à fleurs de la famille des Annonaceae et du genre Artabotrys, selon la classification phylogénétique. C'est une plante lianeuse originaire d'Afrique.

## Distribution
C'est une liane.

## Liste des variétés
Selon Catalogue of Life (25 juillet 2017) :
- variété Artabotrys insignis var. concolor
- variété Artabotrys insignis var. insignis

Selon The Plant List (25 juillet 2017) :
- variété Artabotrys insignis var. concolor (Pellegr.) Le Thomas

Selon Tropicos (25 juillet 2017) (Attention liste brute contenant possiblement des synonymes) :
- variété Artabotrys insignis var. batesii Le Thomas
- variété Artabotrys insignis var. concolor Le Thomas
- variété Artabotrys insignis var. insignis
- variété Artabotrys insignis var. latifolius Pellegr.

## Répartition et habitat
Cette liane se développe dans les forêts tropicales humides d'Afrique.
La sous-espèce batesii est endémique du Cameroun, très rare. Elle a été collectée George Latimer Bates dans la Région du Sud, à Bitye près de la rivière Dja.